# UFC 201
UFC 201: Lawler vs. Woodley foi um evento de artes marciais mistas promovido pelo Ultimate Fighting Championship ocorrido em 30 de julho de 2016 na Philips Arena, em Atlanta, nos Estados Unidos

## Background
Este foi o terceiro evento que a organização já recebeu em Atlanta, dando sequência ao UFC 88, em setembro de 2008, e ao UFC 145, em abril de 2012.
O evento será encabeçado por uma luta valendo o Cinturão Meio Médio do UFC, entre o atual campeão, Robbie Lawler, e o n° 4 da categoria, Tyron Woodley.
A luta entre o atual Campeão Peso Mosca do UFC, Demetrious Johnson, e o desafiante, Wilson Reis, era esperada para servir como o evento co-principal. No entanto, em 8 de julho, foi anunciado que Johnson estava fora, devido a uma lesão não revelada, e que a luta foi adiada. Reis era esperado para permanecer no card, contra o recém-chegado na promoção, Sean Santella mas, poucos dias depois, Santella anunciou que a luta foi desfeita, porque o UFC disse: "ele precisava fazer alguns exames médicos, e não teve tempo suficiente". Por sua vez, Reis agora vai enfrentar Hector Sandoval.
Cláudio Silva era esperado para enfrentar Siyar Bahadurzada no evento. No entanto, em 16 de junho, Silva retirou-se da luta, devido a uma lesão, e foi substituído por Jorge Masvidal. Contudo, Bahadurzada foi retirado da luta, em 12 de julho, citando uma doença, e foi substituído pelo vencedor do The Ultimate Fighter: United States vs. United Kingdom, Ross Pearson.
Ray Borg iria enfrentar Fredy Serrano no evento, mas desistiu em 21 de julho, devido a uma lesão, e foi substituído por Ryan Benoit.
Era esperado que Justin Scoggins enfrentasse Ian McCall, no peso-mosca. No entanto, apenas dois dias antes do evento, Scoggins anunciou que vinha sofrendo durante o corte de peso, e não iria bater o peso da categoria. O UFC retirou Scoggins do card, cancelou a luta, e McCall pesou-se, como uma alternativa, caso viesse a lutar. Scoggins anunciou que irá subir para o peso galo na sua próxima luta.

## Card Oficial
Nota 1 Pelo Cinturão Meio Médio do UFC.

## Bônus da Noite
Os lutadores receberam $50.000 de bônus
- Luta da Noite:  Karolina Kowalkiewicz vs.  Rose Namajunas
- Performance da Noite:  Tyron Woodley e  Jake Ellenberger